# Carlos San Martín
Aníbal Carlos San Martín (n. La Plata, Argentina, 2 de enero de 1971) es un exarquero argentino. 
Es recordado por los hinchas de Audax Italiano, club donde jugó por 7 años. 
En 2007, luego de retirarse, comenzó a entrenar arqueros en el fútbol juvenil de Estudiantes de La Plata. 
En 2008 se sumó al cuerpo técnico de Claudio Borghi en Independiente, con quien continuó en Argentinos Juniors (campeón Torneo Clausura 2010), Boca Juniors, Selección de Chile y nuevamente Argentinos Juniors
En 2016 se unió al fútbol juvenil de Gimnasia y Esgrima de La Plata
El primer semestre de 2017 trabajó en el cuerpo técnico de Juan Manuel Azconzábal en Huracán
El segundo semestre de 2017 se incorporó al fútbol juvenil del Club Al Hilal de Arabia Saudita 
En 2018 trabajó en el cuerpo técnico de Cristian Ledesma en el Club Atlético Tigre.  
Desde 2019 se desempeña como Coordinador de Arqueros del Fútbol Formativo del Club Defensa y Justicia. 
En 2024 trabajó para Foot Ball Club Melgar, en el cuerpo técnico de Pablo de Muner y de Marco Valencia, respectivamente.

## Clubes
| Club                     | País      | Año       |
| ------------------------ | --------- | --------- |
| Estudiantes de La Plata  | Argentina | 1991-1992 |
| Defensores de Cambaceres | Argentina | 1993-1995 |
| Defensa y Justicia       | Argentina | 1996-1999 |
| Audax Italiano           | Chile     | 1999-2005 |
| Everton                  | Chile     | 2006      |
| La Plata FC              | Argentina | 2007-2008 |